# Rathdowney
Rathdowney lub Rathdowny (irl. Ráth Domhnaigh) – miasto w południowo-zachodniej części hrabstwa Laois w Irlandii położone na skrzyżowaniu dróg R433 i R435, ok. 32 km na południowy zachód od Portlaoise. Droga R433 łączy się z autostradą M8 Dublin-Cork, a droga R435 z autostradą M7 Limerick-Dublin. Liczba ludności: 1208 (2011).

## Historia
Nazwa Rathdowney pochodzi od irlandzkiego słowa ráth, co znaczy fort. Fort, który znajdował się w tej okolicy, a który zrównano z ziemią w 1830 roku, wspomniany był trzy razy w Kronikach Czterech Mistrzów (ang. Annals of the Four Masters):
- w 874 roku zmarł Flaithri, syn Maelduina, lorda Rath-Tamhnaighe (Rathdowney);
- w 909 roku zmarł Maelpadraig, syn Flaithria, lorda Rath-Tamhnaighe;
- w 1069 roku zmarł Gillamoula, wnuk Bruaideadha, Lord of Rath-Tamhnaighe.

Osadnictwo w tym miejscu datuje się przynajmniej na IX wiek. Historycznie miasto leży w Królestwie Ossory (Kingdom of Osraige) i dzisiaj jest częścią rzymskokatolickiej diecezji Ossory. Rathdowney nie jest historycznie częścią hrabstwa Laois, które powstało w wyniku nowego podziału administracyjnego Irlandii.
Na centralnym placu miasta znajduje się Croppy’s Grave, czyli wybrukowane miejsce gdzie wieszano i potem chowano rebeliantów tzw. croppies podczas irlandzkiej rewolucji 1798 roku.

## Kościoły
Kościół św. Andrzeja Kościoła Irlandii stoi przy The Square, w miejscu dawnego kościoła rzymskokatolickiego, który w tym miejscu od czasów średniowiecznych do czasów reformacji w XVI wieku.
Nowy kościół katolicki zbudowano przy Main Street w latach 30. XIX wieku. Budynek zawalił się w latach 50. XX wieku, a na jego miejscu powstała kaplica i parking. Krótko potem nowy większy kościół pw. Świętej Trójcy wzniesiono w zachodniej części miasta.
W okolicy znajdują się też oznaczone miejsca, gdzie po reformacji w czasach zakazanych, kiedy obowiązywały tzw. penal laws odbywały się nabożeństwa i msze święte.